# اردشیر کشاورزی
اردشیر کشاورزی (10 اردیبهشت 1324در کرمانشاه – 3 فروردین 1388در تهران) نویسنده، مترجم و کارگردان کردتبار تئاتر عروسکی اهل ایران بود.

## زندگی
اردشیر کشاورزی در سال ۱۳۲۴ در کرمانشاه در خانواده‌ای کردزبان به دنیا آمد. او از سال ۱۳۵۱ و به واسطه حضور استاد نمایش عروسکی، «اسکار باتک» اهل چکسلواکی در دانشکده هنرهای دراماتیک به‌عنوان مترجم و مشاور او حضور داشت.
اردشیرکشاورزی، عضو یونیما بود و به عنوان نماینده کانون پرورش فکری کودکان و نوجوانان به جشنواره و فستیوال‌های مختلف دنیا در لهستان، چکسلواکی و شوروی رفت. وی با جلب موافقت مسئولان در کانون، جشنواره بین‌المللی عروسکی را در ایران راه اندازی و اجرا کرد.
کشاورزی، سال ۱۳۵۶ به ایالات متحده رفت و با چند کارگردان و گروه معروف تئاتر عروسکی آشنا شد. وی سپس سفر به دور دنیا را آغاز کرد و در بیشتر کشورهای جهان تئاتر و نمایش عروسکی اجراکرد. در سال ۱۳۵۸ به ایران بازگشت و به فعالیت‌های خود در زمینه تئاتر و نمایش عروسکی، ادامه داد.
کشاورزی به عنوان مدرس تئاتر عروسکی و انیمیشن در دانشکده صدا و سیما به فعالیت پرداخت.
در اردیبهشت سال 86 انجمن انجمن نمایشگران عروسکی خانه تئاتر در آ‌خرین روز از جشن یک هفته‌ای روز جهانی تئاتر، نشان ویژه خود را به اردشیر کشاورزی اهدا کرد.

## تحصیلات
- دیپلم طبیعی از دبیرستان ادیب تهران؛ ۱۳۴۲
- کارشناسی زبان انگلیسی و فرانسه از دانشگاه ملی سابق؛ ۱۳۴۸
- کارشناسی نمایش عروسکی از دانشکده هنرهای دراماتیک؛ ۱۳۵۴

## فعالیت‌ها
کشاورزی در طول فعالیت در کانون پرورش فکری کودکان و نوجوانان به عنوان دستیار «دان لافون» در اجرای نمایش‌های مطرح چون «ترب»، «خورشید خانم»، «علی‌بابا» و «چهل دزد بغداد» حضور داشت و در کارنامه کاری خود کارگردانی مجموعه‌های تلویزیونی عروسکی چون «کرم شب تاب»، «بزبز قندی»، «سنجاب آشپز»، «میشه و نمیشه»، «هادی وهدی»، «سرزمین خوشبختی»، «آقای ارتباطی» و … دارد.
طراحی و کارگردانی
- نمایش عروسکی «لوبیای سحرآمیز» (حسن و خانم و حنا) نوشته «فاطمه ابطحی»؛ تهران، تئاترشهر
- مجموعه عروسکی تلویزیونی «کرم شب‌تاب» نوشته «حسین تهرانی»؛ شبکه اول
- مجموعه عروسکی «هادی و هدا» نوشته «رضا فیاضی-رضا شمس»؛ شبکه دوم
- مجموعه عروسکی تلویزیونی «بزبز قندی» نوشته «بهبهانی»؛ شبکه اول
- مجموعه عروسکی تلویزیونی «سرزمین خوشبختی»؛[۴] شبکه دوم
- مجموعه عروسکی تلویزیونی «آقای ارتباطی»؛ شبکه ۵
- مجموعه عروسکی «راز جنگل شادی» نوشتهٔ «فرشاد فرشته‌حکمت»[۵]

## کتابشناسی
- "حرکت‌بخشی عروسک‌ها در سینماً (ترجمه)
- "تئاتر کودکان" (ترجمه)
- "ساخت عروسک‌های تئاتری" (تألیف)
- "فیلمنامه‌نویسی برای انیمیشن" (تألیف و ترجمه)
- "مزرعه حیوانات" (ترجمه)

## درگذشت
اردشیر کشاورزی روز ۳ فروردین ۱۳۸۸ به دلیل ابتلا به سرطان ریه در سن ۶۳ سالگی درگذشت.